# Antelmo de Belley
Antelmo de Belley (Chignin, ca. 1107-Belley, 26 de junio de 1178) fue un monje cartujo francés, ministro general de su Orden y obispo de Belley. Es venerado como santo en la Iglesia católica, cuya fiesta celebra el 26 de junio.

## Biografía
Antelmo nació en el seno de una familia noble de Chignin, Saboya (hoy Francia). Se dedicó al servicio eclesiástico alcanzando a tener las rentas y posesiones de Grenoble y de Belley. Ingresó en la Cartuja para huir de esas dignidades. Allí profesó sus votos monásticos en 1136. Tres años después fue elegido ministro general de la Orden. El papa Alejandro III lo consagró obispo de Belley el 8 de noviembre de 1163.
En el ministerio episcopal se caracterizó por reformar el clero, corregir abusos tantos de clérigos como de laicos en la posesión de bienes eclesiásticos, reconstruyó el monasterio de La Cartuja, restauró edificios, renovó tierras de cultivos y suministró de agua fresca a la ciudad, luego de haber sido afectada por una avalancha. Murió el 26 de junio de 1178.

## Culto
Antelmo fue venerado como santo poco tiempo después de su muerte, su culto se difundió rápidamente por Saboya, atrayendo una multitud de peregrinos a su tumba, donde se supone se obraban numerosos milagros por su intercesión. Canonizado por el pueblo (antes de que existiera un proceso formal de canonización), su memoria fue incluida en el Martirologio romano. Su fiesta se celebra el 26 de junio.
En 1630 sus restos fueron exhumados y trasladados a una capilla, dedicada en su honor. A pesar de las profanaciones hechas durante la Revolución francesa, estos se salvaron y, el 30 de junio de 1829, el obispo de Belley los depuso en un relicario de bronce ofertado por los monjes cartujos.
Nel 1630 le sue spoglie furono esumate e traslate in una cappella a lui dedicata.
San Antelmo es representado con una lámpara encendida en la cabeza, mientras que una mano del cielo señala la llama. En otras representaciones tiene un libro en mano, puesto que, según una leyenda medieval, san Pedro se le apareció pidiéndole recitar el oficio de la Virgen.